# Эпплтон, Эмма
Эмма Эпплтон (англ. Emma Appleton; род. 11 декабря 1991, Уитни, Оксфордшир, Англия, Великобритания) — британская актриса и модель.

## Биография
Эмма Эпплтон родилась в декабре 1991 года в Уитни (Оксфордшир). Она училась в начальной школе Вест-Уитни, затем в школе Вуд-Грин. Её актёрский дебют состоялся в 2016 году в короткометражном фильме «Страна снов». В дальнейшем снималась в эпизодах сериалов «Клика», «Гранчестер», «Гений», «Конец ***го мира».
В 2019 году Эпплтон сыграла главную роль в телесериале «Предатели», в связи с чем была названа в прессе «восходящей звездой». В том же году она сыграла княжну Ренфри в первом сезоне сериала «Ведьмак» от американской компании Netflix. Её работа в этом сериале получила противоречивые отзывы, хотя сцена боя Ренфри с Геральтом признана одним из украшений сезона.
В 2021 году Эпплтон снялась в фильме «Последнее письмо от твоего любимого». В 2022 году вышел ещё один фильм с её участием — «Л. О. Л. А.».

## Фильмография
| Год  |     | Русское название                    | Оригинальное название        | Роль           |
| ---- | --- | ----------------------------------- | ---------------------------- | -------------- |
| 2016 | кор | Страна снов                         | Dreamlands                   | Пикси          |
| 2017 | с   | Клика                               | Clique                       | Фэй Брукстоун  |
| 2017 | с   | Гранчестер                          | Grantchester                 | Салли          |
| 2017 | с   | Конец ***го мира                    | The End of the F***ing World | Келли          |
| 2018 | с   | Гений                               | Genius                       | Жермейн        |
| 2018 | ф   | Проклятие монахини                  | The Nun                      | Елена          |
| 2019 | кор | Выпивка                             | The Drink                    | Зои            |
| 2019 | с   | Предатели                           | Traitors                     | Фиф Саймондс   |
| 2019 | с   | Ведьмак                             | The Witcher                  | Ренфри         |
| 2021 | ф   | Последнее письмо от твоего любимого | Last Letter from Your Lover  | Ханна          |
| 2021 | с   | Интергалактик                       | Intergalactic                | Миа Миллер     |
| 2022 | ф   | Л.О.Л.А.                            | L.O.L.A.                     | Томасина       |
| 2022 | с   | Пистол                              | Pistol                       | Нэнси Спанджен |
| 2024 | ф   | Сорока                              | The Severed Sun              |                |